# Nandyal

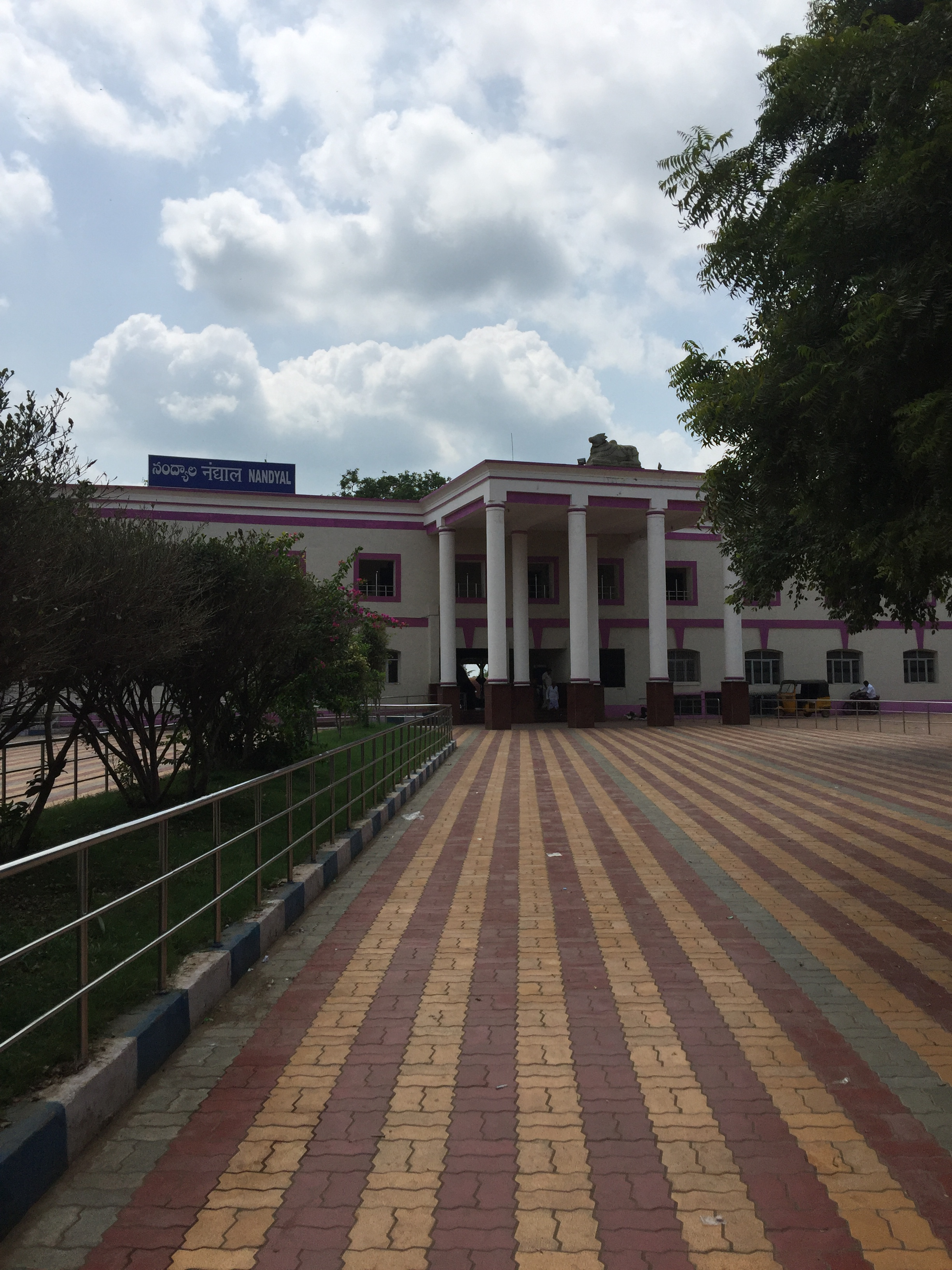
Estação Ferroviária de Nandyala

Nandyal é uma cidade situada na região oeste de Andra Pradexe, estado localizado na região sul da Índia. Encontra-se no distrito de Nandyal. Nandyal possui uma população de cerca de um milhão de pessoas (censo de 2011).
A cidade destaca-se por possuir, no seu entorno, nove templos dedicados a Xiva. Os mais famosos deles são Mahanandi, Shivanandi, Vishnunandi e Somanandi.